# Ноам Чомскі
Авра́м Ноа́м Чо́мскі (також передається як Хо́мський), англ. Avram Noam Chomsky; нар. 7 грудня 1928, Філадельфія, Пенсільванія — американський лінгвіст, філософ та політичний активіст, аналітик, літератор, професор мовознавства Массачусетського технологічного інституту (МТІ) у відставці. Чомскі добре відомий академічній та науковій спільноті як один із засновників сучасної лінгвістики та визначна постать в аналітичній філософії. З 1960-х років стає широко відомим політичним дисидентом і анархістом. Чомскі є автором понад 100 книг. 1988 — Кіотська премія (аналог Нобелівської премії), 1999 — медаль Бенджаміна Франкліна.
Виправдовував російську агресію проти України та окупацію Криму[⇨], а також режим Башара Асада в Сирії. Вважає, що після повномасштабного вторгнення Росії до України 24 лютого 2022 року США мали б змусити Україну до виконання російських вимог: нейтральний статус, особливий статус окремих територій, визнання Криму російським; наполягає, що український опір може призвести до ядерної війни.

## Життєпис

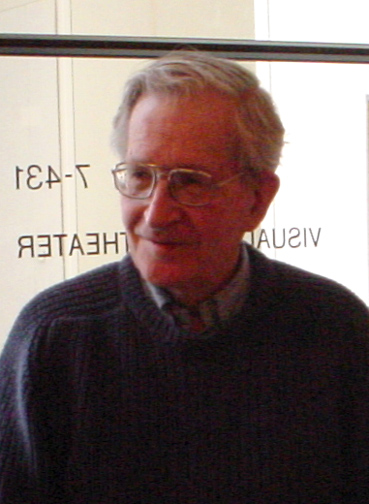
Чомскі в авдиторії Массачусетського технологічного інституту

Ноам Аврам Чомскі народився 7 грудня 1928 року в Філадельфії, штат Пенсільванія, в єврейській родині. Його батько — знаний професор івриту Вільям Хомський, був родом з північної Хмельниччини, мати — Еліза Сімоновська, мала білоруські корені. (Ноам Чомскі: My father came from the Ukraine… — «Мій батько походить з України…» — з інтерв'ю Ноама Чомскі). Рідною мовою батьків був їдиш, але вдома нею не розмовляли.
У 1945 році Чомскі почав вивчати філософію та лінгвістику в Пенсильванському університеті в Піттсбурзі. Серед його викладачів були філософи Чарльз Черчман і Нельсон Ґудман та лінгвіст Зеліґ Гарріс. До отримання ступеня доктора філософії у Пенсильванському університеті 1955 протягом чотирьох років більшість своїх досліджень проводив у Гарвардському університеті. У докторській дисертації почав розвивати деякі свої лінгвістичні ідеї, які опісля розкрив докладніше 1957 року в книзі «Синтаксичні структури», найвідомішій його праці в галузі лінгвістики.
Отримавши ступінь доктора філософії, Чомскі викладав в МТІ упродовж 59 років. Саме тоді, приблизно з 1964 року, залучився в політику, публічно виступаючи проти участі США у В'єтнамській війні. Після випуску своєї книги-есе у 1969 про В'єтнамську війну під назвою «Американська держава або Нові мандарини», Чомскі став широко відомим завдяки власним політичним поглядам, виступам і ще декільком книгам за темою. Його погляди, що найчастіше класифікуються як лібертарний соціалізм, принесли як широку підтримку серед лівих, так і безліч критики з усіх областей політичного спектру. Проте, не зважаючи на залученість в політику, Чомскі продовжує займатися лінгвістикою і викладанням.
New York Times Book Review одного разу написала: «Якщо судити за енергією, розмахом, новизною та впливом його ідей, Ноам Чомскі — можливо найважливіший з інтелектуалів, що живуть сьогодні» (втім, як Чомскі з іронією відзначив, далі в цій статті виражається незадоволеність тим, що його політичні роботи, які часто звинувачують «The New York Times» в спотворенні фактів, «зводять з розуму нехитрістю»). За даними «Arts and Humanities Citation Index», між 1980 і 1992 роками Чомскі був найчастіш цитованим із учених, що живуть, — і восьмим за частотою використання як джерело цитат взагалі.

## Мовознавство
Праця Чомскі «Синтаксичні структури» (1957) вважається однією з найзначніших внесків у теоретичну лінгвістику у другій половині 20-го століття: праця мала величезний вплив на розвиток науки про мову в усьому світі — і багато хто говорить про «чомскіанську революцію» в мовознавстві (зміні наукової парадигми в термінах Куна). Сприйняття тих або інших ідей створеної Чомскі теорії породжувальної граматики (генеративізму), відчувається навіть у напрямах мовознавства, які не приймають її основних положень і виступають з різкою критикою даної теорії.
З часом теорія Чомскі еволюціонувала (отже про його теорії можна говорити і в множині), але фундаментальне положення її, з якого, на думку творця виводяться всі інші — про природжений характер здатності говорити — залишалося непорушним. Воно вперше висловлене в ранній роботі Чомскі «Логічна структура лінгвістичної теорії» 1955 року (перевидана в 1975), у якій він запровадив поняття трансформаційної граматики. Теорія розглядає вислови (послідовності слів), відповідні абстрактним «поверховим структурам», які, у свою чергу, відповідають ще абстрактнішим «глибинним структурам». У сучасних версіях теорії відмінності між поверховими та глибинними структурами багато в чому стерлися. Трансформаційні правила разом зі структурними правилами та принципами описують як створення, так і інтерпретацію висловів. За допомогою скінченного набору граматичних правил і понять люди можуть створити необмежену кількість речень, зокрема речення, ніким досі не висловлені. Здатність структурувати вислови — природжена частина генетичної програми людей: ми практично не усвідомлюємо ці структурні принципи, як не усвідомлюємо більшості інших своїх біологічних і когнітивних особливостей.
Чомскі вважає, що швидкість із якою діти навчаються розмовляти, не може бути пояснена на підставі «теорії навчання», що пояснює засвоєння когнітивних структур через досвід, але передбачає наявність вродженої схильності інтелекту, вродженої універсальної граматики що постачає зразки правил, що їх дитина розпізнає у мовних зразках, які їй постачає оточення. Критики вказують, що Чомскі ігнорує реальність та значення наслідування у процесах навчання дитини.
Недавні версії теорії Чомскі (такі, як «мінімалістська програма») містять сильні твердження про універсальну граматику. Згідно з його переконанням, граматичні принципи, що лежать в основі мов, є природженими і незмінними, а відмінності між мовами світу можуть бути пояснені в термінах параметричних установок мозку, які можна порівняти з перемикачами. Виходячи з цієї точки зору, дитині для вивчення мови необхідно тільки вивчити лексичні одиниці (тобто слова) і морфеми, а також визначити необхідні значення параметрів, що робиться на основі декількох ключових прикладів.
Такий підхід, на думку Чомскі, пояснює дивовижну швидкість, з якою діти вивчають мови, схожі етапи вивчення мови дитиною незалежно від конкретної мови, а також типи характерних помилок, які роблять діти, що засвоюють рідну мову, тоді як інші, здавалося б, логічні помилки, не трапляються. На думку Чомскі, невиникнення або виникнення таких помилок свідчить про використаний метод: загальний (природжений) або залежний від конкретної мови.
Ідеї Чомскі мали великий вплив на вчених, що досліджують процес засвоєння мови дітьми, хоча деякі з них з цими ідеями і не згодні, слідуючи емерджионіським або конективіським теоріям, які ґрунтуються на спробах пояснення загальних процесів обробки інформації мозком. Втім, практично всі теорії, що пояснюють процес засвоєння мови, поки є спірними, і перевірка теорій Чомскі (як і інших теорій) продовжується.

### Ієрархія Чомскі
Чомскі відомий своїми дослідженнями різних типів формальних мов і того, чи здатні вони відтворити основні властивості людської мови. Складена ним ієрархія поділяє формальні граматики на класи або групи з дедалі вищою здатністю до вираження, тобто кожен наступний клас може генерувати
ширшу множину формальних мов, ніж попередній. Чомскі стверджує, що моделювання деяких аспектів людської мови вимагає складніших формальних граматик, ніж моделювання інших. Наприклад, якщо регулярна мова досить потужна, щоб змоделювати англійську морфологію, вона не досить сильна, щоб змоделювати синтаксис англійської мови. Окрім свого значення у лінгвістиці ієрархія Чомскі знайшла важливе застосування в програмуванні, особливо в програмуванні компіляторів, та в теорії автоматів. Справді, ієрархія мов Чомскі еквівалентна різним типам автоматів.
Альтернативний підхід до мов оснований на формальних степеневих рядах. Формальні степеневі ряди нагадують ряди Тейлора і особливо корисні для мов, у яких слова (символи) комутативні.

## Політичні студії та активність
Чомскі відомий як активний критик американського уряду та війни у В'єтнамі, та залишається найвідомішим американським дисидентом.

### Політичні погляди

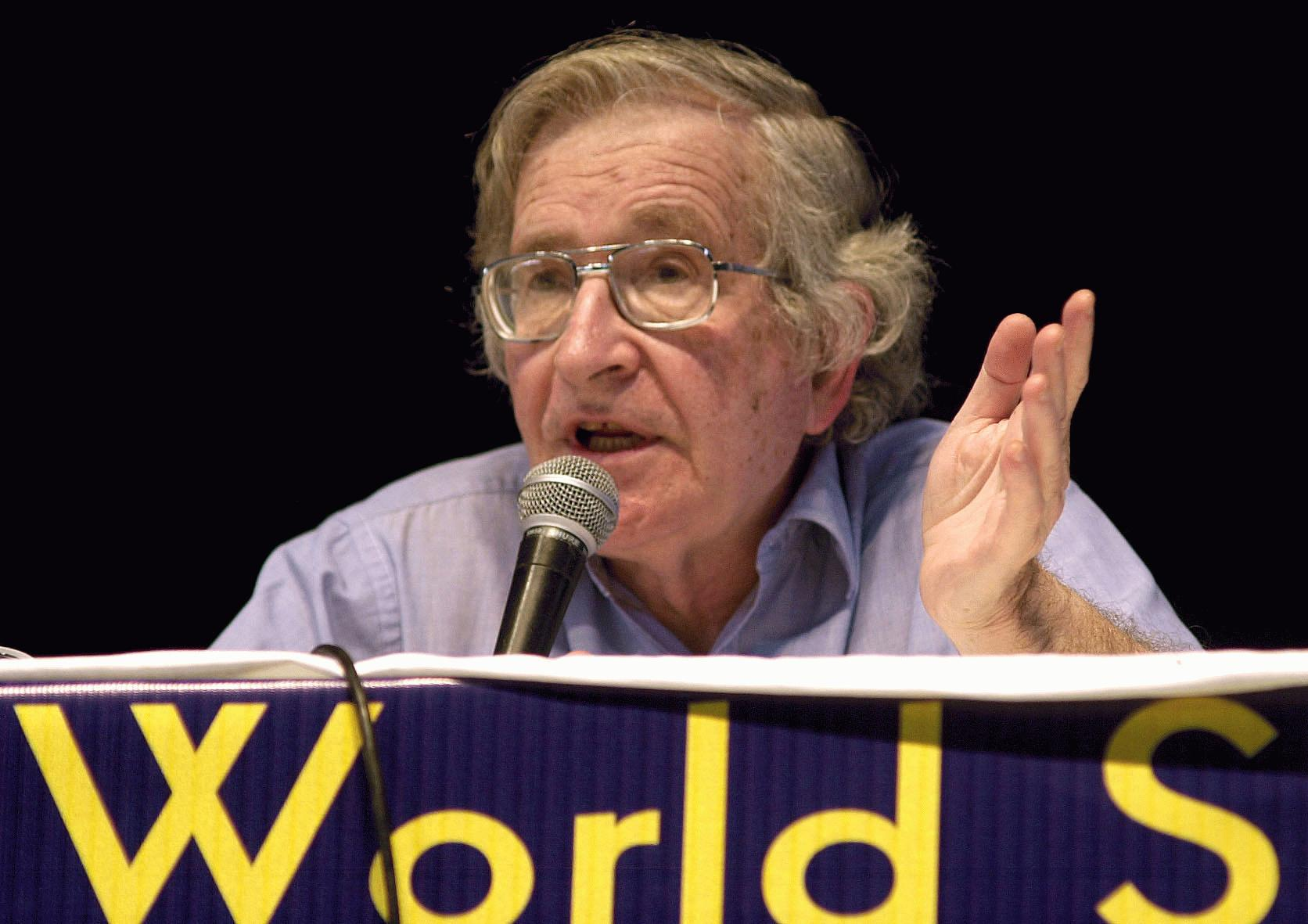
Ноам Чомскі на Світовому соціальному форумі 2003 року

Чомскі є однією з найвідоміших фігур лівого крила американської політики. Він характеризує себе в традиціях анархізму (лібертарного соціалізму), політичній філософії, яку він стисло пояснює як заперечення всіх форм ієрархії і їхнє викорінення, якщо вони не виправдані. Чомскі особливо близький до анархо-синдикалізму. На відміну від багатьох анархістів, Чомскі не завжди виступає проти виборчої системи; він навіть підтримував деяких кандидатів. Він визначає себе як «Fellow traveler» («попутник») анархістської традиції, за контрастом з «чистим» анархістом. Цим він пояснює свою готовність іноді співпрацювати з державою.
Чомскі також вважає себе консерватором («Chomsky's Politics», стор. 188), імовірно класичним лібералом, а також сіоністом, хоча він відзначає, що його визначення сіонізму у наш час більшістю розглядається як антисіонізм. Він затверджує, що така розбіжність в думках викликана зміщенням з 1940-х значення слова «сіонізм». У інтерв'ю «C-Span Book TV» він заявив:
|  | Я завжди підтримував ідею єврейської етнічної батьківщини в Палестині. Це не те ж саме, що єврейська держава. Існують сильні доводи на підтримку етнічної батьківщини, але чи повинні там бути єврейська держава, або мусульманська держава, або християнська держава, або біла держава, — це абсолютно інше питання. |

В цілому, Чомскі не прихильник політичних звань і категорій, і воліє, щоб його погляди говорили самі за себе. Його політична активність полягає, в основному, в написанні журнальних статей і книг, а також в публічних виступах. Сьогодні він один з найвідоміших лівих діячів, особливо серед учених і студентів університетів. Чомскі часто подорожує США, Європою і Третім світом.
Чомскі має велике число прихильників у всьому світу і щільний графік виступів, притягаючи до своєї персони увагу безлічі людей, куди б він не вирушив. Його виступи часто заплановані надовго, до двох років вперед. Він був одним з головних ораторів на Світовому соціальному форумі 2002 року.

### Дослідження західної пропагандистської машини
Чомскі в основному зосереджується на ролі засобів масової інформації у демократичних суспільствах, причому в основному спираючись на те, як працюють масмедіа у США. Тоді як американські медіа безумовно мають свою специфіку (так, наприклад, американська пропагандистська модель поєднує в собі риси, що здавалося б мало поєднуються одна з одною: мінімальний контроль з боку держави і виняткову послужливість медіа щодо цієї держави). Висновки, які робить Чомскі і його співавтор Едвард Герман, мають досить універсальне застосування. Основні пропагандисти ідей в демократіях висувають ідеї, що узгоджуються з інтересами еліти. Все, починаючи від спектру думок, представленого в засобах масової інформації, питань, які виділяються особливо, часу появи тих або інших тем, джерел, що вважаються гідними довіри і, завершуючи інтерпретацією ролі, яку відіграють самі засоби масової інформації, — усе це є високо функціональними засобами на службі владних угруповань.
Тут слід звернути увагу на те, як взаємозв'язані між собою принципи дії масмедіа і загальні механізми суспільної влади. Якщо ми звернемося до самого поняття «демократія», то неважко відмітити, що як і багато понять, що стосуються політики, воно має принаймні два абсолютно різних смисли. Є словникове визначення демократії, яке говорить, що та або інша система демократична настільки, наскільки громадяни можуть брати участь в ухваленні основних рішень, що стосуються суспільства. Є і інший, так би мовити «орвеллівський» сенс поняття «демократія». Саме в цьому значенні воно зазвичай уживається в американській (а зараз дедалі більше в міжнародній) «новомові», маючи на увазі, що демократичними є суспільства, у яких дійсна влада належить бізнесу, конкретно — бізнесу, що перебуває в залежному положенні щодо того, хто стоїть при владі у Сполучених Штатах.
Отже, на вершині пропагандистської системи якраз і перебувають різні взаємозв'язані між собою еліти, в основному підприємницькі й урядові, які часто перетинаються. Вони, або принаймні їхні важливі сектори, в основному вільні від ілюзій, оскільки для того, щоб зберігати своє положення у світі вони повинні більш-менш виразно розуміти, як він влаштований. Розуміючи, які їхні справжні інтереси, які стратегії необхідні для їх відстоювання, і нарешті, розуміючи, що їхні власні інтереси протилежні інтересам більшості населення, елітарні кола усвідомлюють необхідність насадження «необхідних ілюзій» поза своїм колом. Еліта також деякою мірою схильна до того, щоб врешті-решт вірити тому, що вони самі говорять, але принаймні частина представників еліти насправді вільна від ілюзій.
Другу групу дійових осіб в пропагандистській машині складають журналісти і «світське духівництво», що в основному складається з представників академічних кіл та різних експертів. Представники цієї групи зазвичай досягають свого положення, пропагуючи погляди, що відповідають інтересам еліти, причому вони також схильні вірити в те, що говорять.
Третю групу складають представники освіченого і політично активного середнього класу. Саме вони і є основними «мішенями» або об'єктами пропаганди, оскільки потенційно володіють достатніми ресурсами і здатностями до політичної діяльності. Чомскі вважає, що «більшість цих людей не гангстери», тому, наприклад, вони в принципі могли б активно виступити проти військової агресії США в ту або іншу країну, якби мали в своєму розпорядженні достатню інформацію про те, що насправді відбувається.
Четверту групу складають політично неорганізовані «нижчі класи», які меншою мірою виграють від існування цієї системи. Вони, на думку Чомскі, представляють найменшу загрозу для системи, оскільки менш інтегровані до неї («Вони не частина системи, а всього лише глядачі»[джерело?]), до того ж не володіють достатніми ресурсами і можливостями для колективної дії. Ця частина населення набагато менш «утворена» і «індоктринована системою», тому її активно намагаються відвернути від політичної діяльності за допомогою видовищних заходів, побутових інтересів і релігійного фанатизму, який часто приймає фундаменталістський характер.
Основну увагу при розгляді даної пропагандистської моделі Чомскі приділяє саме «ідеологічним інститутам» і «пануючій інтелектуальній культурі і цінностям, якими вона керується»[джерело?]. Частково це викликано його уявленнями про те, яка частина пропагандистської моделі грає важливішу роль, частково його власним положенням і здібністю до аналізу тих або інших її частин (він, наприклад, також приділяє велику увагу системі освіти і її ролі в індоктринуванні та контролі за образом мислення). Чомскі представляє численні приклади того, як працює пропагандистська машина, роблячи висновок про те, що інформація в більшості випадків значною мірою і систематично спотворюється. Відхилення від «ортодоксії», особливо серед тих, хто має можливість звернутися до більш-менш широкої аудиторії, неминуче викликають санкції.
Спотворення інформації, які лунає у ЗМІ, не є в більшості випадків прямою фабрикацією брехні, швидше мова йде про систематичне обмеження поля сприйняття або виділення тих чи інших моментів. Так, наприклад, під час війни в Перській затоці основна маса інформації жорстко контролювалася військовим і дипломатичним відомствами, причому в цій ситуації представники засобів масової інформації або майже не помічали цього, або не ставили правомірність подібних дій під сумнів. У результаті створювалася чудова можливість для маніпуляцій — про мирні ініціативи Іраку перед війною або про масштаби та характер жертв і руйнувань в результаті бомбардувань іракської території або не повідомлялося зовсім, або інформація щодо цих тем представлялася як незначна або не підтверджена. Репортажі CNN із зони конфлікту отримали явно негативну оцінку офіційних представників адміністрації, натомість висвітлювались дуже «особисті» історії про те, як воюють «наші хлопці».
Можна сперечатися, наскільки саме засоби масової інформації (як центральний момент, описаної Чомскі пропагандистської моделі) забезпечують «виробництво згоди». Безумовно, не тільки наявність або відсутність достовірної інформації про існуючий режим забезпечує цю «згоду». Швидше, тут відіграють важливу роль матеріальні інтереси, цинізм, відсутність зацікавленості в суспільних проблемах тощо. Проте, певні аспекти фабрики згоди показані Чомскі дуже добре. Чомскі приводить один випадок, на прикладі якого видно, наскільки існуюча пропагандистська модель може контролювати зміст і спрямованість дискусій. У травні 1983 року диктор московського радіо Володимир Данчев у серії з п'яти передач постійно засуджував радянську агресію в Афганістані, закликаючи повстанців не складати зброю. Проте, цей факт сам по собі надзвичайний, якщо пригадати, що в офіційній радянській теології не існувало жодної «агресії в Афганістані», а існувало лише «виконання інтернаціонального обов'язку». Проте в умовах радянського режиму, що спирався на систему жорсткого силового, а не демократичного контролю, сам факт протесту мав місце.
Подивимося тепер на схожі події, вторгнення Сполучених Штатів до Південного В'єтнаму у 1962 році. Офіційна американська точка зору полягала приблизно в тому ж — Південний В'єтнам попросив Сполучені Штати про надання допомоги в протистоянні агресивній діяльності, яку вів Північний В'єтнам. Відтоді несправедливий імперіалістичний характер в'єтнамської війни визнаний всією міжнародною громадськістю. Антивоєнний рух у США врешті-решт призвів до того, що американські війська були виведені. Проте марно впродовж подальших двадцяти з гаком років Чомскі шукав згадки в пресі про «американську агресію в Південному В'єтнамі» — такої події просто не існує в американській історії. Після запроторення Данчева до психіатричної лікарні американська преса продовжувала активно писати про цей випадок. Основним лейтмотивом всіх статей була констатація того, що «цього не могло б відбутися тут» (на Заході). Описана ситуація з відсутністю в історії «американського вторгнення до Південного В'єтнаму» додає цій фразі також іншого сенсу. У СШАо свого Данчева, хоча там йому не загрожувало покарання, яке за своєю суворістю відповідало радянській психлікарні. Проте навіть у період розквіту антивоєнного руху в США тільки дуже незначна група інтелігенції виступала проти війни за принциповими міркуваннями, тому що ця війна несправедлива. Велика частина інтелігенції і громадських діячів виступила проти війни вже після того, як це стало «можна» дозволенольки проти цього виступили підариємницькі кола), і то литаей  е «прагматичних» причин, через дуже дорогу ціну, яку довелося заплатити за війну. Проведені вже у 1982 році опитування громадської думки засвідчують, що частка принципових супротииків в'єтнамської війни серед інтелектуалів була набагато нижча, ніж серед населення в цілому.

### Чомскі про тероризм
У відповідь на оголошення США «війни з тероризмом» у 1980-х та 2000-х роках, Чомскі стверджує, що основними джерелами міжнародного тероризму є провідні світові держави, наприклад США. Він використовує визначення тероризму, яке використовує командування армії США, що описує тероризм як «навмисне використання насильства або загрози насильства для досягнення політичних або релігійних ідеологічних цілей через залякування або примушення». Тому вважаючи тероризм об'єктивним описом певних дій, без урахування мотивів, Чомскі відзначає:
|  | Безпричинне вбивство невинних цивільних осіб — це тероризм, а не війна з тероризмом. («9-11», з. 76) |

Цитата щодо ефективності тероризму:
|  | По-перше, фактом є те, що тероризм працює. Він не зазнає невдачі. Він працює. Насильство зазвичай спрацьовує. Це світова історія. По-друге, це серйозна аналітична помилка, говорити, як це загальноприйнято, що тероризм — зброя слабких. Як і інші засоби насильства, це в першу чергу зброя сильних, фактично в переважній більшості випадків. Він розглядається як зброя слабких, тому що сильні також контролюють систему доктрин, і їхній терор не вважається терором. Це практично універсально. Я не можу пригадати історичного контрприкладу, навіть гірші масові вбивці дивилися на світ таким чином. Наприклад, візьміть нацистів. Вони не проводили політику терору в окупованій Європі. Вони захищали місцеве населення від тероризму партизан. І як в решті рухів опору, там був тероризм. Нацисти здійснювали політику контртероризму.[джерело?] |

### Критика політики США
Чомскі є послідовним критиком урядів США та їхньої політики. Він зазначає дві причини своєї особливої уваги до США. По-перше, це його країна і його уряд, тому робота з вивчення та критики саме їх матиме більший ефект. По-друге, США є єдиною на поточний момент наддержавою, тому веде агресивну політику, як і всі наддержави. Втім, Чомскі критикує і офіційних ворогів США, зокрема Радянський Союз.
Одним з ключових прагнень наддержав, за твердженням Чомскі, є організація і реорганізація навколишнього світу у власних інтересах з використанням військових і економічних засобів. Так, США вступили у В'єтнамську війну і ширший Індокитайський конфлікт через те, що В'єтнам, або, точніше, його частина, вийшла з американської економічної системи. Чомскі також критикував втручання США у справи центрально- і південноамериканських країн та військову підтримку Ізраїлю, Саудівської Аравії і Туреччини.
Чомскі постійно акцентує увагу на своїй теорії, згідно якої велика частина американської зовнішньої політики базується на «загрозі хорошого прикладу» (що він вважає іншою назвою теорії доміно). «Загроза хорошого прикладу» полягає в тому, що яка-небудь країна могла б успішно розвиватися поза сферою впливу США, таким чином надаючи ще одну працюючу модель для інших країн, зокрема тих, у яких США зацікавлені економічно. Це, за твердженням Чомскі, неодноразово спонукало США до інтервенції для придушення «незалежного розвитку, незважаючи на ідеологію» навіть в регіонах світу, де у США немає значних економічних, або пов'язаних з національною безпекою, інтересів. У одній з своїх найвідоміших робіт «Чого дійсно хоче Дядько Сем» Чомскі використовував саме цю теорію для пояснення вторгнень США до Гватемали, Лаосу, Нікарагуа і Гренади.
Чомскі вважає, що політика США часів «холодної війни» пояснювалася не тільки антирадянською параноєю, але також бажанням зберегти ідеологічне і економічне домінування у світі. Як він написав в «Дядькові Семі»: «Чого США дійсно хочуть, так це стабільності, що означає безпеку для верхівки суспільства і великих транснаціональних підприємств».
Хоча Чомскі критикує зовнішню політику США майже у всіх її проявах, разом з тим в багатьох своїх книгах та інтерв'ю він висловлював захоплення свободою слова, якою користуються американці. Навіть інші західні демократії, такі як Франція або Канада, не такі ліберальні в цьому питанні, і Чомскі не упускає можливість критикувати їх за це, як, наприклад, в справі Форіссона. Проте, багато критиків Чомскі розглядають його ставлення до зовнішньої політики США як атаку на цінності, на яких засноване американське суспільство.

### Погляди на соціалізм
Чомскі є непримиренним опозиціонером до (його словами) «корпоративно-державного капіталізму», що практикується США та їхніми союзниками. Він прихильник анархічних (лібертарно-соціалістичних) ідей Михайла Бакуніна, що вимагають економічної свободи, а також «контролю за виробництвом самими трудівниками, а не власниками і керівниками, які стоять над ними та контролюють всі рішення». Чомскі називає це «справжнім соціалізмом» і вважає соціалізм у дусі СРСР схожим (в термінах «тоталітарного контролю») на капіталізм у дусі США, стверджуючи, що обидві системи базуються на різних типах і рівнях контролю, а не на організації та ефективності. На захист цієї тези він іноді відзначає, що філософія наукового управління Фредеріка Тейлора стала організаційним базисом як для радянської індустріалізації, так і для корпоративної Америки.
Чомскі зазначає, що зауваження Бакуніна про тоталітарну державу виявилися передбачення майбутнього радянського «казармового соціалізму». Він повторює слова Бакуніна: «через рік … революція стане гіршою, ніж сам цар»[джерело?], апелюючи до ідеї, що тиранічна радянська держава стала природним наслідком більшовицької ідеології державного контролю. Чомскі визначає радянський комунізм як «помилковий соціалізм» і стверджує, що, всупереч загальній думці, розпад СРСР слід розглядати як «маленьку перемогу соціалізму», а не капіталізму.
У книзі «Заради державних інтересів» (For Reasons of State) Чомскі відстоює ідею про те, що замість капіталістичної системи, в якій люди — «раби зарплати», і замість авторитарної системи, в якій рішення ухвалюються централізовано, суспільство може функціонувати без оплачуваної праці. Він говорить, що люди повинні бути вільні виконувати ту роботу, яку самі вибрали. Тоді вони зможуть поступати відповідно до своїх бажань, а вільно вибрана робота буде і «нагородою самою по собі» і «соціально корисною». Суспільство існувало б у стані мирної анархії, без держави або інших управлінських інститутів. Робота, яка принципово неприємна всім, якщо така знайдеться, розподілялася б між всіма членами суспільства.

### Погляд на анексію Криму 2014
У своїй статті, оприлюдненій 1 травня 2014 р. в онлайн-виданні «In These Times», у якій він аналізує реакцію США на анексію Росією українського півострова Крим у березні того ж року, Чомскі наводить власні аргументи на виправдання цього міжнародного злочину, демонструючи віру у міфи, розповсюджувані кремлівською пропагандистською машиною, як от твердження про те, що історично Крим є російським, що умовою возз'єднання Німеччини була відмова НАТО від розширення на схід (що 8 листопада 2014 року було спростоване М. Горбачовим), що в порушення цієї вигаданої умови НАТО почав загрожувати Росії, розширюючись на схід, а також що Севастополь має для Росії стратегічно важливе значення, бо це єдиний російський тепловодний порт. Зокрема він зауважує
| | \| Скарги Путіна відповідають фактам. Коли президент Горбачов погодився на возз'єднання Німеччини в рамках НАТО - вражаюча поступка в історичному контексті - це було обопільно вигідно. Вашингтон погодився на те, що НАТО не рушить «ані дюйму на схід», маючи на увазі Східну Німеччину. Цю обіцянку було миттєво порушено, і коли Горбачов поскаржився, йому нагадали, що вона була лише усна, і тому нечинна. Анексія Криму Росією була незаконним вчинком, у порушення міжнародного права і конкретних угод. У подіях останніх років важко знайти щось зіставне; вторгнення в Ірак — злочин набагато більший. У випадку Криму позиції Росії набагато міцніші (ніж позиції США у Гуантанамо на Кубі). Навіть поза великою підтримкою анексії росіянами, Крим є історично російським, там розташований єдиний російський тепловодний порт, база російського флоту, і він має неабияку стратегічну важливість. \| Оригінальний текст (англ.) [Putin's complaints are factually accurate. When President Gorbachev accepted the unification of Germany as part of NATO—an astonishing concession in the light of history—there was a quid pro quo. Washington agreed that NATO would not move “one inch eastward,” referring to East Germany. The promise was immediately broken, and when Gorbachev complained, he was instructed that it was only a verbal promise, so without force. Russia's annexation of Crimea was an illegal act, in violation of international law and specific treaties. It's not easy to find anything comparable in recent years—the Iraq invasion is a vastly greater crime. To be sure, Russia has a far stronger case. Even apart from strong internal support for the annexation, Crimea is historically Russian; it has Russia's only warm-water port, the home of Russia's fleet; and has enormous strategic significance.] Помилка: {{Lang}}: текст вже має курсивний шрифт (допомога) |
| Скарги Путіна відповідають фактам. Коли президент Горбачов погодився на возз'єднання Німеччини в рамках НАТО - вражаюча поступка в історичному контексті - це було обопільно вигідно. Вашингтон погодився на те, що НАТО не рушить «ані дюйму на схід», маючи на увазі Східну Німеччину. Цю обіцянку було миттєво порушено, і коли Горбачов поскаржився, йому нагадали, що вона була лише усна, і тому нечинна. Анексія Криму Росією була незаконним вчинком, у порушення міжнародного права і конкретних угод. У подіях останніх років важко знайти щось зіставне; вторгнення в Ірак — злочин набагато більший. У випадку Криму позиції Росії набагато міцніші (ніж позиції США у Гуантанамо на Кубі). Навіть поза великою підтримкою анексії росіянами, Крим є історично російським, там розташований єдиний російський тепловодний порт, база російського флоту, і він має неабияку стратегічну важливість. | |

Усі ці висловлювання зроблені на тлі критики політики США в інших точках світу, що з огляду на його загальну опозиційність до американських істеблішменту та соціально-економічної системи спонукає до висновку, що виправдовування злочинів Росії проти України аргументами, нав'язаними кремлівською пропагандою, Чомскі використовує як інструмент власної вендети проти політики Білого дому, фактично стаючи на бік супротивника США на міжнародній арені.
Вважає опір України повномасштабному російсьому вторгненню марним, оскільки це призведе до Третьої світової і ядерної війни.

## Виноски
1. ↑  http://globetrotter.berkeley.edu/people2/Chomsky/chomsky-con0.html
2. ↑  Bibliothèque nationale de France BNF: платформа відкритих даних — 2011.
3. ↑  CONOR.Sl
4. 1 2  https://web.archive.org/web/20200804235511/https://www.bostonmagazine.com/news/2017/08/29/noam-chomsky-mit-arizona/
5. ↑  www.nasonline.org
6. ↑  https://www.amacad.org/sites/default/files/academy/multimedia/pdfs/publications/bookofmembers/electionIndex1950-1999.pdf
7. 1 2  NNDB — 2002.
8. ↑  https://search.amphilsoc.org/memhist/search?creator=Chomsky&title=&subject=&subdiv=&mem=&year=&year-max=&dead=&keyword=&smode=advanced
9. ↑  www.ae-info.org
10. ↑  McGilvray J. A. Encyclopædia Britannica
11. ↑  https://www.unav.edu/web/ciencia-razon-y-fe/chomsky-la-naturaleza-humana-el-lenguaje-y-las-limitaciones-de-la-ciencia#:~:text=Chomsky%20es%20agn%C3%B3stico%20pero%20no,el%20mundo%20lo%20hacen%20movidos
12. ↑  Catalog of the German National Library
13. ↑  Boston.com — 1995.
14. ↑  Існують розбіжності щодо прочитання прізвища в україномовних текстах. Залежно від галузі, у якій він знаменитий, його називають або Хомський (математика, лінгвістика) або Чомскі (політологія)[джерело?]
15. ↑  Книги Чомскі. Архів оригіналу за 13 березня 2012. Процитовано 14 березня 2012.
16. ↑  Muhammad Idrees Ahmad (5 травня 2017). Chomsky and the Syria revisionists: Regime whitewashing. Al Araby. Архів оригіналу за 5 травня 2017. Процитовано 10 травня 2017.
17. 1 2  Affairs, Current (13 квітня 2022). Noam Chomsky on How To Prevent World War III. Current Affairs (англ.). ISSN 2471-2647. Процитовано 3 травня 2022.
18. ↑  zmag.org. Архів оригіналу за 30 квітня 2008. Процитовано 22 квітня 2008.
19. ↑  Martin, Davis. Computability, complexity, and languages: Fundamentals of theoretical computer science. Boston: Academic, Harcourt, Brace, 1994: 327. Print.
20. ↑  «Computer Programming and Formal Systems», Eds. P. Braffort and D. Hirschberg, pp. 124—135
21. ↑  «Finite Semigroups and Recognizable Languages: An Introduction», by Jean-Eric Pin, Bull Research and Development, 2002
22. ↑  Мабуть тижнева затримка в знешкодженні цього «буржуазного пропагандиста» була викликана тим, що передачі велися англійською мовою
23. ↑  Наприклад: «That is absolutely typical of corporate capitalism, state capitalism… [Архівовано 25 вересня 2015 у Wayback Machine.]» (Chronicles of Dissent, 1992)
24. ↑  Горбачов спростував Путіна: НАТО не обіцяло не розширюватися. Це — міф [Архівовано 2 квітня 2015 у Wayback Machine.] «Українська правда», 9 листопада, 2014 
 Горбачёву никто не обещал не расширять НАТО [Архівовано 9 липня 2015 у Wayback Machine.] переклад репортажу ZDF на Ютьюбі, 10 листопада, 2014 
 Der traurige Held der Perestroika — ZDF heute journal [Архівовано 4 квітня 2015 у Wayback Machine.] ZDF, 8 Листопада 2014
25. ↑  The Politics of Red Lines by NOAM CHOMSKY [Архівовано 17 липня 2014 у Wayback Machine.] // «In These Times»[en], 1 травня 2014